# بوزوماجيوري
بوزوماجیوري، (بالإنجليزية: Pozzomaggiore)‏، (سردينيا: Puthumajore) هي بلدية، في مقاطعة ساساري في منطقة سردينيا الإيطالية، وتقع على بعد حوالي 140 كم (87 ميل) شمال غرب كالياري، وحوالي 40 كم (25 ميل) جنوب ساساري. في 31 ديسمبر 2004 ، كان عدد سكانها 2781 نسمة ومساحة 79.4 كيلومتر مربع (30.7 ميل مربع).

## السكان
في سنة 1861 بلغ عدد السكان 3٬303 نسمة، وتطور العدد ليصل في سنة 2011 لـ 2٬717 نسمة.
يظهر هذا المخطط البياني تطور النمو السكاني لـ بوزوماجيوري